# Lee Seong-Bok
Lee Seong-bok  (Hangul: 이성복) es un poeta surcoreano conocido por su poesía imaginativa.

## Biografía
Lee Seong-Bok nació el 4 de junio de 1952 en la provincia de Gyeongsang del Norte, Corea del Sur. Se graduó y realizó un máster en la Universidad Nacional de Seúl y enseñó Literatura Francesa en la Universidad Keimyung de Daegu.

## Obra
Su poesía evoca sucesos y paisajes desplegando un horizonte de ilimitadas posibilidades de interpretación. Kim Hyeon describió así su poesía: "Expande su significado para permitir preguntas infinitas, no solo de forma individual y privada, sino también de forma pública y colectiva".
Ha llamado la atención por su poesía imaginativa que tiene influencias europeas, incluyendo a Baudelaire, Kafka y Nietzsche, y a menudo ataca la corrupción, la hipocresía y la perversión del mundo moderno.
Su poesía propone que todas las cosas existen en relación con las otras y que no hay acciones aisladas. Todas las categorías binarias, como lo colectivo y lo individual o lo social y lo ontológico, son simultáneamente una. Pero su poesía no deniega la oposición en sí misma sino que, a través de tales distinciones, su mundo poético es más dinámico y representa la superación del dolor de la vida con la fuerza que se consigue a través del intercambio de sentidos de las categorías opuestas.

## Obras en coreano (lista parcial)
Cuándo se despertarán las piedras que ruedan (Dwingguneun dol-eun eonje jam kkaeneunga, 1980)

## Premios
- 2º Premio Literario Kim Soo-young (1982)
- Premio Kim Sowol de Poesía (1990)